# Drosophila matae
Drosophila matae är en tvåvingeart som beskrevs av Léonidas Tsacas 1980. Drosophila matae ingår i släktet Drosophila och familjen daggflugor.
Artens utbredningsområde är Kongo-Kinshasa.